# Ferrovia La Pauline-Hyères - Salins-d'Hyères
La ferrovia La Pauline-Hyères - Salins-d'Hyères (in francese Ligne de La Pauline-Hyères aux Salins-d'Hyères) è una linea ferroviaria francese situata all'interno del dipartimento del Varo. Alla stazione di La Pauline-Hyères incontra la Marsiglia-Ventimiglia.

## Storia
La ferrovia è stata aperta a tratte tra il 1875 e il 1876. Il 14 maggio 1940 il servizio viaggiatori su tutta la ferrovia fu sospeso, ma venne riattivato il 23 maggio 1971 tra La Pauline-Hyères a Hyères mentre la tratta Hyères - Salins-d'Hyères rimase attiva solo per i merci fino al 1º dicembre 1987. La tratta tra Hyères - La Plage-d'Hyères è tuttora armata mentre tra La Plage-d'Hyères a Les Salins-d'Hyères è completamente disarmata. Tutti i fabbricati sono conservati.
La linea fu elettrificata parzialmente a corrente continua a 1500 V nel 1965.

## Percorso
| Continuation backward |

| Station on track |

| 77+125 |
| 0+000  |

| Unknown route-map component "SPLa" |

| 77+381 |
| 0+256  |

| Unknown route-map component "vSKRZ-Au" |

|  | Unknown route-map component "vSHI1l-STRl" | Unknown route-map component "CONTfq" |

| Unknown route-map component "HSTeBHF" |

| Unknown route-map component "SKRZ-Au" |

| Station on track |

| Straight track + Unknown route-map component "lENDE" |

| Straight track |

| Straight track |

| Unknown route-map component "eBHF" |

| Unknown route-map component "ENDExe" |

| Transverse water | Unknown route-map component "exWBRÜCKE1" | Transverse water |

| Transverse water | Unknown route-map component "exWBRÜCKE1" | Transverse water |

| Unknown route-map component "exBHF" |

| Unknown route-map component "exENDEe" |